# بنجامين كوكو
بنجامين كوكو (بالإنجليزية: Benjamin Kuku) هو لاعب كرة قدم نيجيري في مركز الهجوم، ولد في 8 مارس 1995 في ماكوردي ‏ في نيجيريا. لعب مع نادي بوتوشاني ونادي تارغو موريش.

## وصلات خارجية
- بنجامين كوكو على موقع قاعدة بيانات كرة القدم.إي يو (الإنجليزية)
- بنجامين كوكو على موقع Soccerway.com (الإنجليزية)